# Diaphorus vagans
Diaphorus vagans är en tvåvingeart som beskrevs av Becker 1922. Diaphorus vagans ingår i släktet Diaphorus och familjen styltflugor. Inga underarter finns listade i Catalogue of Life.